# Lista punctelor extreme ale Iordaniei
O listă de puncte extreme și de elevație în Iordania.

## Elevație
- Cel mai jos punct: Marea Moartă: -408 m. (De asemenea, cel mai jos punct de pe Pământ.)[1]
- Cel mai înalt punct: Jabal Umm ad Dami: 1.854 metri (6.083 ft). [1]

- Cel mai jos punct: Marea Moartă: -408 m. (De asemenea, cel mai jos punct de pe Pământ.)[1]
- Cel mai înalt punct: Jabal Umm ad Dami: 1.854 metri (6.083 ft).[1]

## Puncte extreme
- Cel mai nordic punct: tripunct cu Siria și Irak, Guvernoratul Mafraq: 33°22′N 38°47′E / 33.367°N 38.783°E}[2]
- Cel mai sudic punct: intersecția dintre Amman-Tabuk și granița dintre Iordania și Arabia Saudită, Guvernoratul Ma'an: 29°11′N 36°04′E / 29.183°N 36.067°E
- Cel mai estic punct: granița cu Irak și Arabia Saudită, Guvernoratul Mafraq: 32°14′N 39°17′E / 32.233°N 39.283°E
- Cel mai vestic punct: granița cu Arabia Saudită la Golful Aqaba, Guvernoratul Aqaba: 29°21′N 34°57′E / 29.350°N 34.950°E